# Hans-Hendrik Neumann
Hans-Hendrik Neumann, född 4 augusti 1910 i Barmen, död 20 juni 1994 i Hamburg, var en tysk SS-officer. Han var tidvis adjutant åt Reinhard Heydrich. Under andra världskriget var Neumann bland annat SS- och polisattaché i Stockholm och chef för NSDAP:s Einsatzstab i det ockuperade Norge.

## Biografi
Neumann studerade elektroteknik i tre terminer men kunde på grund av den världsekonomiska krisen inte finna någon anställning. År 1930 blev han medlem av Nationalsocialistiska tyska arbetarepartiet (NSDAP) och Sturmabteilung (SA). Året därpå flyttade han över från SA till Schutzstaffel (SS).
Den 30 januari 1933 utnämndes Adolf Hitler till Tysklands rikskansler. Kort därefter fick Neumann anställning vid Sicherheitsdienst (SD), NSDAP:s säkerhetstjänst. Han fick utbildning vid officersskolan i Bad Tölz och sändes därefter av Heydrich till Gestapos kontor i Berlin.
Efter Anschluss, Tysklands annektering av Österrike i mars 1938, fick Neumann i uppdrag att inrätta ett SD-kontor i Wien. Efter Polens kapitulation i oktober 1939 fick han motsvarande uppgift i Warszawa. I april 1940 besatte Tyskland Norge och Neumann blev då rådgivare åt Vidkun Quislings regering. Han var även rådgivare i polisangelägenheter åt den tyske rikskommissarien Josef Terboven.
Hösten 1941 sändes Neumann som Heydrichs representant och SS- och polisattaché till Stockholm för att vinnlägga sig om den svenska säkerhetspolisens samarbete. Året därpå återvände han till Norge för att leda NSDAP:s Einsatzstab, som hade till uppgift att se till att de norska myndigheterna efterkom de tyska kraven.
Neumann greps i maj 1945 och överlämnades till brittiska myndigheter som höll honom som krigsfånge till 1949. Senare kom han att få en framskjuten position inom Philips-koncernen.

## Befordringshistorik
Hans-Hendrik Neumanns befordringshistorik inom SS
- Untersturmführer: 20 april 1935
- Obersturmführer: 20 april 1936
- Hauptsturmführer: 30 januari 1938
- Sturmbannführer: 30 januari 1941
- Obersturmbannführer: 30 januari 1943
- Standartenführer: 20 april 1945

## Utmärkelser
Hans-Hendrik Neumanns utmärkelser
- Järnkorset av andra klassen
- Järnkorset av första klassen
- NSDAP:s partitecken i guld
- Infanteristridsmärket
- SA:s idrottsutmärkelse i brons
- Tyska riksidrottsutmärkelsen i brons